# Episodi di Lioness (seconda stagione)
La seconda stagione della serie televisiva Lioness, composta da 8 episodi, è stata rilasciata su Paramount+, con cadenza settimanale, dal 27 ottobre 2024.
| nº | Titolo originale        | Titolo italiano                   | Pubblicazione    |
| -- | ----------------------- | --------------------------------- | ---------------- |
| 1  | Beware the Old Soldier  | Attenti al vecchio soldato        | 27 ottobre 2024  |
| 2  | I Love My Country       | Io amo il mio paese               | 27 ottobre 2024  |
| 3  | Along Came a Spider     | Poi arrivò il ragno               | 2 novembre 2024  |
| 4  | Five Hundred Children   | Cinquecento bambini               | 9 novembre 2024  |
| 5  | Shatter the Moon        | Distruggi la luna                 | 8 dicembre 2024  |
| 6  | 2381                    | 2381                              | 15 dicembre 2024 |
| 7  | The Devil Has Aces      | Gli assi nella manica del diavolo | 22 dicembre 2024 |
| 8  | The Compass Points Home | La bussola punta verso casa       | 29 dicembre 2024 |

## Attenti al vecchio soldato
- Titolo originale: Beware the Old Soldier
- Diretto da: Taylor Sheridan
- Scritto da: Taylor Sheridan

## Io amo il mio paese
- Titolo originale: I Love My Country
- Diretto da:  Taylor Sheridan
- Scritto da: Taylor Sheridan

## Poi arrivò il ragno
- Titolo originale: Along Came a Spider
- Diretto da: Michael Friedman
- Scritto da: Taylor Sheridan

## Cinquecento bambini
- Titolo originale: Five Hundred Children
- Diretto da: Michael Friedman
- Scritto da: Taylor Sheridan

## Distruggi la luna
- Titolo originale: Shatter the Moon
- Diretto da: Stephen Kay
- Scritto da: Taylor Sheridan

## 2381
- Titolo originale: 2381
- Diretto da: Stephen Kay
- Scritto da: Taylor Sheridan

## Gli assi nella manica del Diavolo
- Titolo originale: The Devil Has Aces
- Diretto da: Stephen Kay
- Scritto da: Taylor Sheridan

## La bussola punta verso casa
- Titolo originale: The Compass Points Home
- Diretto da: Stephen Kay
- Scritto da: Taylor Sheridan